# Rysslands damlandslag i basket
Rysslands damlandslag i basket representerar Ryssland i basket på damsidan. Laget kontrolleras av Ryska basketfederationen.

## Meriter

### Olympiskt
- Brons: 2004, 2008

### Världsmästerskap
- Silver: 1998, 2002, 2006

### Europamästerskap
- Guld: 2003, 2007, 2011
- Silver: 2001, 2005, 2009
- Brons:  1995, 1999